# Liste de médias à Québec
 (décembre 2023).
Pour un article plus général, voir Québec (ville).

## Maisons d'éditions
Plus d'une quinzaine de maisons d'éditions de livres ont pignon sur rue à Québec, telles que :
- Éditions Alto
- Éditions du Musée national des beaux-arts du Québec
- Éditions du Septentrion
- Éditions FouLire
- Éditions GID (Les)
- Éditions HRI
- Éditions L'hybride
- Éditions La Liberté
- Éditions Le dauphin blanc
- Éditions Option Santé
- Éditions Pratico-Pratiques
- Les Publications du Québec
- Presses de l'Université du Québec
- Presses de l'Université Laval
- Septembre éditeur

## Stations de radio diffusées depuis Québec et Lévis — Fréquences en MHz (FM)
| Bande | Fréquence | Indicatif | Nom de la station                                   | Type          | Description |
| ----- | --------- | --------- | --------------------------------------------------- | ------------- | --- |
| FM    | 88,3      | CKIA-FM   | Radio Basse-ville                                   | Communautaire | Informations, opinion, culture communautaire, musique, style musical très varié : Francophone, autochtone, folklorique, etc. |
| FM    | 88,7      | CHOC-FM   | Choc fm Portneuf, lotbiniėre                        | Commerciale   | Information.,affaire publique,musique rock classique, pop vintage                                                            |
| FM    | 89,1      | CKRL-FM   | Radio Laval                                         | Communautaire | Opinions, culture, informations, musique, style musical très varié : Du jazz au métal.                                       |
| FM    | 89,7      | CJNG-FM   | Sortir FM (anglais)                                 | Commercial    | Informations touristiques en anglais                                                                                         |
| FM    | 90,9      | CION-FM   | Radio Galilée                                       | Religieux     | Musique, nouvelles, prières, chapelets, musique religieuse.                                                                  |
| FM    | 91,9      | CJEC-FM   | WKND Radio                                          | Commercial    | Musique, informations, style musical : rock, pop, musique de la dernière décennie                                            |
| FM    | 92,7      | CJSQ-FM   | Radio Classique                                     | Commercial    | Musique Classique |
| FM    | 93,3      | CJMF-FM   | FM 93                                               | Commercial    | Opinions, informations, musique, style musical : Rock classique.                                                             |
| FM    | 94,3      | CHYZ-FM   | Radio des étudiants de l'Université Laval           | Étudiant      | Musique, Informations, opinions, style musical très varié : Francophone, punk, musique du monde, hip-hop, etc.               |
| FM    | 95,3      | CBVX-FM   | Espace Musique Radio-Canada                         | Publique      | Culture, style musical : musique classique, jazz, chanson, musiques émergentes et musiques du monde.                         |
| FM    | 96,1      | CBM-FM    | CBC Radio 2                                         | Publique      | Culture, style musical : musique classique, jazz, chanson, musiques émergentes et musiques du monde.                         |
| FM    | 96,9      | CJMD-FM   | radio de Lévis                                      | Communautaire | Musique et radio parlée: affaires publiques et actualité, human, etc., style musical: Rock et Hip hop.                       |
| FM    | 98,1      | CHOI-FM   | Radio X                                             | Commercial    | Radio parlée en semaine, musique rock la fin de semaine.                                                                     |
| FM    | 98,9      | CHIK-FM   | Énergie                                             | Commercial    | Musique, humour et informations, style musical : Rock, pop et top 40.                                                        |
| FM    | 100,3     | CIHW-FM   | radio communautaire Wendake                         | Communautaire | communautaire |
| FM    | 100,9     | CHXX-FM   | La Vibe                                             | Commercial    | Musique pop rock 2000 à aujourd'hui                                                                                          |
| FM    | 102,1     | CFEL-FM   | BLVD 102.1                                          | Commercial    | Musique rock et radio parlée                                                                                                 |
| FM    | 102,9     | CFOM-FM   | Rythme 102.9                                        | Commercial    | Musique et informations, style musical : Musique rétro des années 1960 et 1970.                                              |
| FM    | 104,1     | CFOI-FM   | Association d’Églises baptistes réformées du Québec | Religieux     | |
| FM    | 104,7     | CBVE-FM   | CBC Radio One                                       | Publique      | Radio publique anglophone, informations et culture.                                                                          |
| FM    | 106,3     | CBV-FM    | Première Chaîne Radio-Canada                        | Publique      | Informations et culture. |
| FM    | 106,9     | CKJF-FM   | Sortir FM                                           | Commercial    | Informations touristique en français                                                                                         |
| FM    | 107,5     | CITF-FM   | Rouge FM                                            | Commercial    | Musique, informations, style musical : francophone, adulte contemporain, etc.                                                |

## Stations de télévision à Québec
| Canal physique | Canal virtuel | Câble | Indicatif | Nom de la station | Type                              | Description                                                                 |
| -------------- | ------------- | ----- | --------- | ----------------- | --------------------------------- | --------------------------------------------------------------------------- |
| UHF39          | 2.1           | 13    | CFAP-DT   | Noovo             | Commercial/Généraliste            | Téléséries, variétés, etc.                                                  |
| UHF17          | 4.1           | 7     | CFCM-DT   | TVA               | Commercial/Généraliste            | Téléséries, bulletins de nouvelles, etc.                                    |
| VHF9           | -             | 10    | CHMG-TV   | Télémag           | Commercial/Local                  | Contenu exclusif sur la région de la Capitale-Nationale.                    |
| UHF25          | 11.1          | 6     | CBVT-DT   | Radio-Canada      | Publique/Généraliste              | Téléséries, bulletins de nouvelles, émissions d'informations, culture, etc. |
| UHF15          | 15.1          | 8     | CIVQ-DT   | Télé-Québec       | Publique/Généraliste              | Téléséries, etc.                                                            |
| UHF20          | 20.1          | 1     | CKMI-DT   | Global            | Commercial/Généraliste anglophone | Téléséries, bulletins de nouvelles, etc.                                    |
|                |               | 9     |           | MATV              | Communautaire                     | Contenu local pour la grande région de Québec.                              |
|                |               | 9     |           | CCAP.Tv           | Communautaire                     | Contenu local pour la Couronne nord de Québec.                              |

## Journaux publiés à Québec
| Journal                           | Endroit(s) distribué(s)                                                    | Type       | Description |
| --------------------------------- | -------------------------------------------------------------------------- | ---------- | --- |
| Le Soleil                         | Québec, Rive-Sud de Québec, Est du Québec, Montréal, Ottawa, Floride, etc. | Commercial | Quotidien numérique d'actualité générale, d'opinions et de dossiers. En papier, seulement le samedi. |
| Journal de Québec                 | Québec, Montréal, Ottawa, Floride, Saguenay, Rive-Sud de Québec, etc.      | Commercial | Quotidien d'actualité générale en dossiers numérique et papier. En papier du Lundi au samedi. Imprimé depuis 2023 à Mirabel mais diffusé dans la région de Québec |
| Journal économique de Québec (Le) | Québec, Rive-Sud de Québec                                                 | Gratuit    | Hebdomadaire. |
| Droit de parole                   | Québec                                                                     | Gratuit    | Mensuel. |
| Journal de l'Habitation           | Québec et Beauce                                                           | Gratuit    | Hebdomadaire. |
| The Quebec Chronicle-Telegraph    | Québec                                                                     | Commercial | Depuis 1764 Le plus vieux journal de l'Amérique du Nord (1764) |
| Monquartier                       | Québec                                                                     | Gratuit    | Monquartier est un média hyperlocal numérique portant sur les enjeux liés au développement social, économique, communautaire, culturel et politique des quartiers centraux de Québec. |
| Le Carrefour (journal, Québec)    | Québec                                                                     | Gratuit    | Fondé en 1995 par cinq finissants de l'Université Laval, Le Carrefour est un hebdomadaire gratuit publié à Québec. Il se distingue par sa couverture de proximité, mettant en valeur les acteurs et les dossiers clés des quartiers de la ville dans les domaines culturel, économique, politique et communautaire. |

Les hebdomadaires de Métro Média ont cessé d'être publié à Québec en août 2023, lors de la fermeture de l'entreprise,,,.

## Magazines publiés de Québec
- BAZZART - Le magazine culturel de Québec.
- Nuit blanche - Magazine sur le livre
- Magazine Prestige - Le magazine de Québec.
- Magazine Quoi faire à Québec - Quoi faire dans la région de Québec.
- Magazine Je - Série de magazines de décoration, rénovation, cuisine et jardinage.